# Adelaide, Oos-Kaap
Adelaide este un oraș din provincia Eastern Cape, Africa de Sud.